# Football World Championship
Le Football World Championship est le nom donné à quatre confrontations ayant vu s'opposer, à la fin du XIXe siècle et au début du XXe siècle, un club écossais et un club anglais. La dénomination World tend à dépasser le strict cadre britannique mais, à cette époque, les clubs écossais et anglais étaient totalement prédominants dans le monde du football, la seule ligue existante en dehors des Îles britanniques étant située en Argentine.
Quatre éditions se tinrent : en 1887, 1888, 1895 et en 1901-1902. Lors des deux premières éditions, c'est le vainqueur de la Coupe d'Écosse qui y participe. Pour les deux éditions suivantes, il s'agit bien d'un affrontement entre les vainqueurs des deux championnats.

## Palmarès
| Année   | Vainqueur           | Finaliste            | Score     | Date et lieu                                                                        |
| ------- | ------------------- | -------------------- | --------- | ----------------------------------------------------------------------------------- |
| 1887    | Hibernian           | Preston North End    | 2–1       | 13 août 1887, Hibernian Park, Édimbourg                                             |
| 1888    | Renton              | West Bromwich Albion | 4–1       | 19 mai 1888, Cathkin Park, Glasgow                                                  |
| 1895    | Sunderland          | Heart of Midlothian  | 5–3       | 27 avril 1895, Tynecastle, Édimbourg                                                |
| 1901-02 | Heart of Midlothian | Tottenham Hotspur    | 0–0 / 3–1 | 2 septembre 1901, High Road Ground, Londres ; 2 janvier 1902, Tynecastle, Édimbourg |